# Кішлаз
Кішлаз (рум. Chișlaz) — село у повіті Біхор в Румунії. Адміністративний центр комуни Кішлаз.
Село розташоване на відстані 435 км на північний захід від Бухареста, 33 км на північний схід від Ораді, 117 км на північний захід від Клуж-Напоки.

## Населення
За даними перепису населення 2002 року у селі проживали 566 осіб.
Національний склад населення села:
| Національність | Кількість осіб | Відсоток |
| -------------- | -------------- | -------- |
| румуни         | 528            | 93,3%    |
| цигани         | 35             | 6,2%     |

Рідною мовою назвали:
| Мова      | Кількість осіб | Відсоток |
| --------- | -------------- | -------- |
| румунська | 551            | 97,3%    |
| циганська | 12             | 2,1%     |